# Landgraf-Philipp-Denkmal

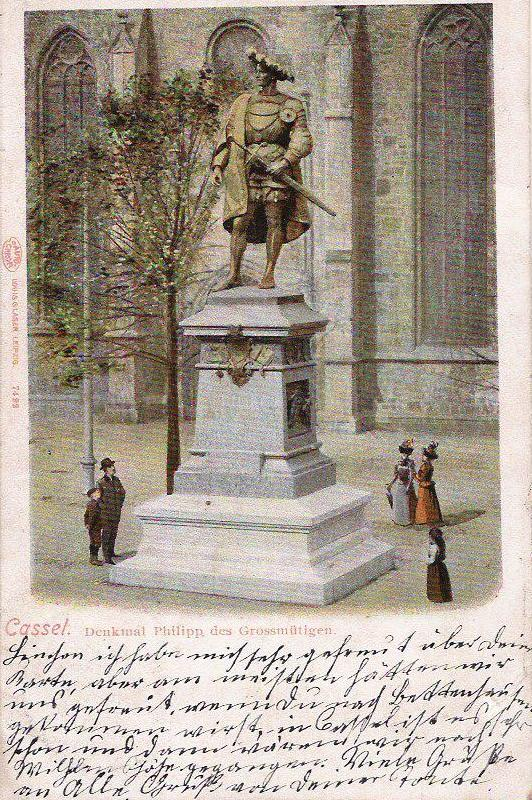
Landgraf-Philipp-Denkmal auf einer Ansichtskarte von 1903

Das Landgraf-Philipp-Denkmal ist ein nicht erhaltenes Denkmal in Kassel; es wurde 1899 zur Erinnerung an den Renaissancefürsten Landgraf Philipp von Hessen enthüllt und 1942 abgebaut.

## Entstehung
Die Idee, dem einstigen Regenten der Landgrafschaft Hessen-Kassel ein Denkmal zu setzen, kam bereits 1889 in ultrakonservativen protestantischen Kreisen auf. Der Evangelische Bund zur Wahrung deutscher protestantischer Interessen wollte Philipp damit als Schutzherrn der Reformation in seinem Land ehren, dessen Residenzstadt Kassel war.
Ein Komitee zur Spendensammlung wurde gegründet, und in einem Wettbewerb wurde 1898 der Denkmals-Entwurf des damals 21-jährigen Bildhauers Hans Everding mit dem 1. Preis ausgezeichnet und zur Ausführung bestimmt.

## Beschreibung
Das Denkmal stand vor dem Langhaus der Martinskirche auf dem Martinsplatz. Auf einem neun Meter hohen Sockel aus Granit stand das aus Bronze gegossene, etwa sieben Meter hohe Standbild des Landgrafen. Die Figur stand in strengem Kontrapost, das rechte Bein stand deutlich hervor. 
Das Standbild stellte Philipp als jungen Mann mit athletischem Körperbau dar. Die linke Hand umfasste die Scheide des Schwerts. Der Herrscher war in modischer und aufwändiger Kleidung seiner Zeit dargestellt. Auf der Front des Sockels war als Inschrift ein Zitat Philipps angebracht: „Ich will eher Leib und Leben, Land und Leute lassen, denn von Gottes Wort.“ An den beiden Flanken waren zwei Bronzereliefs montiert. Das eine Relief zeigte das Marburger Religionsgespräch von 1529, bei dem Martin Luther, Philipp Melanchthon und Ulrich Zwingli als Gäste Philipps auf seinem Sitz in Marburg den Protestantismus formen. Das andere Relief zeigte die Gefangennahme des hessischen Landgrafen 1547 bei Halle durch kaiserliche Truppen im Zuge der Religionskriege. Durch die Motivauswahl wurde deutlich, dass es sich hier nicht im engeren Sinn um ein Herrscherstandbild, sondern um das Denkmal für einen bedeutenden Protagonisten der Reformation handelt.

## Vorbilder in der Kunst
Everding hatte den Auftrag, „Landgraf Philipp in idealer Auffassung so jugendfrisch, so tatkräftig, so kampfbereit zu formen, wie die Geschichte uns den Landgrafen in den Lebensjahren schildert, in welchen er berufen war, so entscheidend in die Reformation einzugreifen“. Die Überlieferung schildert jedoch reichlich wenig über das Äußere des Landgrafen. Die bildliche Vorstellung von seiner Person wurde zum größten Teil erst im 19. Jahrhundert geformt. Aus älterer Zeit kommen nur wenige Kunstwerke als Vorlagen in Frage.
Philipp hatte kein gesteigertes Interesse an Kunst und sah diese wohl eher als Geldverschwendung an. So ist es auch nicht verwunderlich, dass das bedeutendste Gemälde von ihm, von keinem anderen als Tizian geschaffen, in kaiserlicher Gefangenschaft entstand. Dieses Gemälde ist heute verschollen und auch die anderen überkommenen Gemälde sind nur Kopien.
Aufgeschwemmt und korpulent ist der alte Landgraf neben seiner Hauptfrau im Rahmen eines Ehepaar-Porträts dargestellt, das als postume Kopie zweier Gemälde seines Hofmalers Michael Müller durch diesen selbst um 1585/1590 angefertigt wurde.
In Kassel selbst gibt es das von seinem Sohn gestiftete Epitaph in Philipps Grabeskirche, der Martinskirche. Es hat aber keine hohe Relevanz, da es sich hier um eine postume, hochgradig idealisierte Darstellung handelt.
Eine weitere Darstellung ist die Kopie eines Cranach-Gemäldes von Hans Krell, der in Cranachs Werkstatt arbeitete und das etwa 82 cm × 67 cm große Halbformat anfertigte. Es befindet sich heute noch im Besitz der Hessischen Hausstiftung im Fuldaer Schloss Fasanerie. Es zeigt den etwa 30-jährigen Regenten in vergleichbarem Kostüm wie das Everding-Denkmal und verzichtet auf jegliche Herrschaftsinsignien.
Ein monumentales Sandsteinrelief von 2,4 m × 3,3 m im ehemaligen Kloster Haina zeigt unter anderem Philipp ganzfigurig ebenfalls im Kontrapost mit Federhut. Hierbei handelt es sich nicht um ein Epitaph, sondern um ein politisches Monument.
Der Philippsstein wurde 1542 von Philipp Soldan geschaffen. Diese Darstellung entstand aber nicht im Auftrag des Landesherrn selbst, sondern als Huldigung eines treuen Statthalters. Der künstlerische Wert ist eher bescheiden.

## Geplanter Ersatz und Zerstörung des Denkmals

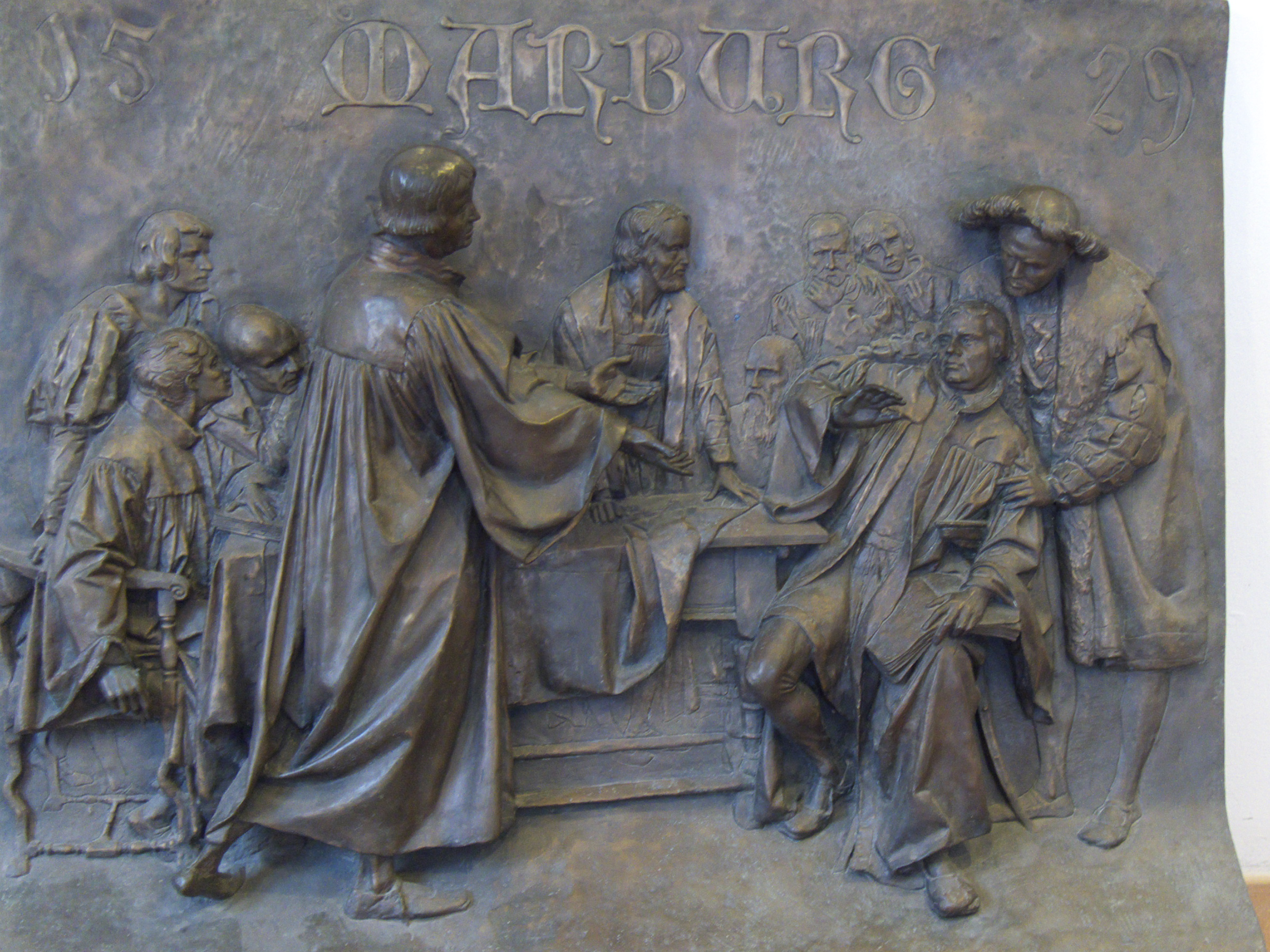
Nachguss des Reliefs Marburg 1529 an der Außenwand der Martinskirche

Nach der Machtübernahme 1933 planten die Nationalsozialisten den Bau eines neuen Philipp-Denkmals. Es sollte als monumentales steinernes Reiterstandbild ausgeführt werden. Zu jener Zeit war Philipp von Hessen – ein direkter Nachfahre des Landgrafen – Oberpräsident der preußischen Provinz Hessen-Nassau. Diese Pläne kamen nach Ausbruch des Zweiten Weltkriegs nicht mehr über die Planungsphase hinaus.
Als 1942 das Everding'sche Denkmal abgebrochen und seine Bronze-Teile für Rüstungszwecke eingeschmolzen wurden, nahm man zuvor für eine nie realisierte spätere Rekonstruktion verschiedene Gipsabdrücke ab. Einzelne Teile des Standbilds wurden nach dem Krieg auf einem Schrottplatz gesehen, sind aber wohl noch eingeschmolzen worden. Der Granitsockel wurde abgebaut und vermutlich zur Verfüllung einer Löschwasserzisterne auf dem Martinsplatz verwendet; die Datierungsinschrift wurde 1961 an der Südmauer der Martinskirche vergraben.
Zwei Bronzereliefs vom Sockel des alten Denkmals wurden in den 1980er Jahren nach den Gipsabdrücken von 1942 nachgegossen und an der Außenwand der Martinskirche angebracht.